# Mellow Madness
Mellow Madness è un album del musicista statunitense Quincy Jones, pubblicato dall'etichetta discografica A&M nel 1975.
L'album è prodotto dallo stesso interprete, che cura gli arrangiamenti.
Dal disco vengono tratti i singoli Is It Love That We're Missin' e l'omonimo Mellow Madness. Tra gli altri brani vi è la cover di My Cherie Amour, canzone incisa nel 1969 da Stevie Wonder.

## Tracce

### Lato A
1. Is It Love That We're Missin'
2. Paranoid
3. Mellow Madness
4. Beautiful Black Girl
5. Listen (What It Is)

### Lato B
1. Just a Little Taste of Me
2. My Cherie Amour
3. Tryin' to Find Out About You
4. Cry Baby
5. Bluesette